# Fuite vers l'amour
Fuite vers l'amour, ou L'Enlèvement au Québec (Abducted: Fugitive for Love) est un téléfilm canadien réalisé par Richard Roy et diffusé aux États-Unis le 25 mars 2007 sur Lifetime.

## Fiche technique
- Titre français : Fuite vers l'amour
- Titre québécois : L'Enlèvement
- Titre original : Abducted: Fugitive for Love
- Réalisation : Richard Roy
- Scénario : Laurie Horowitz
- Société de production : Incendo Productions
- Durée : 90 minutes
- Pays :  Canada

## Distribution
- Sarah Wynter (VQ : Catherine Proulx-Lemay) : Melanie Stone
- Andrew W. Walker (VQ : Martin Watier) : Jack Carlson
- Eric Breker (VQ : François Godin) : Tom Stone
- Carl Marotte (VQ : Patrick Chouinard) : John Delaney
- Ellen Dubin (VQ : Marie-Andrée Corneille) : Stephanie Baker
- Carrie Colak (VQ : Pascale Montreuil) : Paula Simms
- Eleanor Noble (en) (VQ : Annie Girard) : Amy
- Donny Falsenti : George Motts
- Erika Rosenbaum : Caissière
- Arthur Grosser (en) : Bernie
- Kaniehtiio Horn : Mindy
- Kyle Allatt : Ryan
- Donovan Reiter : Tim
- Rick Bramucci : Wyatt
- Bill Croft : Dale
- Sofia de Medeiros : Joyce
- Howard Rosenstein : Ron Winters
- Mike Tsar : Chauffeur de bus
- Valerie Chiniara : Étudiante
- Dany Papineau : Terrance Scott
- Abdul Ayoola : Garde #1

Légende : VQ = Version Québécoise